# الأمير قزوين (رواية)
الأمير قزوين (نُشرت في الأصل باسم الأمير قزوين: العودة إلى نارنيا) هي رواية فنتازيا ملحمية للأطفال كتبها سي. إس. لويس، ونشرها جيفري بليز في عام 1951. وهي الرواية الثانية المنشورة من أصل سبع روايات في سجلات نارنيا (1950-1956)، وأنهى لويس كتابتها في عام 1949، قبل أن يصدر الكتاب الأول. تُعد هذه الرواية المجلد الرابع في الطبعات الأخيرة من السلسلة، حسب التسلسل الزمني الداخلي في الكتب. كما هو الحال مع روايات أخرى، وضحتها بولين باينس واحتُفظ بعملها في العديد من الإصدارات اللاحقة.
تعرض رواية الأمير قزوين «العودة إلى نارنيا» لأربعة أطفال من عائلة بيفنسي في الرواية الأولى، بعد نحو عام في إنجلترا إلا أنها تعادل 1300 عام في نارنيا. إنه الكتاب الوحيد من السجلات الذي يتضمن رجالًا يسيطرون على نارنيا. فالحيوانات المتحدثة والكائنات الأسطورية مضطهدة، وقد يكون بعضها عرضة للخطر. يستدعي اللاجئ الأمير قزوين ملوك وملكات نارنيا الأسطوريون بطريقة سحرية، ومرة أخرى الأطفال.
نشرت شركة ماكميلان الأميركية نسخة أميركية من الرواية خلال العام التقويمي.
اقتُبست الرواية وصُورت في حلقتين من سلسلة تلفزيون بي بي سي في عام 1989 وكفيلم طويل في عام 2008.

## ملخص الحبكة
يُنقل كل من بيتر وسوزان وإدموند ولوسي بيفنسي بسرعة خاطفة بعيدًا عن محطة سكة حديد بريطانية إلى شاطئ بالقرب من قلعة قديمة ومُدمَّرة. يجد الأطفال أن سبب الدمار هو قلعة كير بارافيل، حيث حكموا سابقًا كملوك وملكات نارنيا. يكتشفون مخبأ الكنز حيث حُفظ سيف بيتر ودرعه، وقوس سوزان وسهامها، وخنجر لوسي وزجاجة من شراب مسكر سحري. يُفقَد بوق سوزان لاستحضار المساعدة، إذ تركته في الغابة في اليوم الذي عادوا فيه إلى إنجلترا بعد زيارتهم السابقة إلى نارنيا. ورغم مرور عام واحد فقط في إنجلترا، إلا أنه مر 1300 عام في نارنيا.
ينقذ الأطفال القزم ترومبكين من الجنود الذين أوشكوا على إغراقه. ويخبر ترومبيكن الأطفال بتاريخ نارنيا منذ اختفائهم: احتل شعب التيلمارينز نارنيا، والتي يحكمها الآن الملك ميراز وزوجته الملكة برونابريسيميا. إذ سلب ميراز العرش بقتل شقيقه، والد قزوين الملك قزوين التاسع. تغاضى ميراز عن ولي العهد الشرعي الأمير قزوين ابن الملك السابق إلى أن وُلد ابنه. هرب الأمير قزوين من قلعة ميراز بمساعدة معلمه الطبيب كورنيليوس الذي درسّه المعارف التقليدية لنارنيا القديمة وأعطاه بوق الملكة سوزان. فرّ قزوين إلى الغابة إلا أنه سقط فاقدًا للوعي عندما هرب حصانه. استيقظ في وكر غرير متحدث، تروفليهنتر، وقزمين، نيكابريك وتريميكن، الذين قبلوا بقزوين ملكًا لهم. اصطحب الغرير والأقزام قزوين لمقابلة العديد من مخلوقات نارنيا القديمة. وخلال مجلس منعقد في منتصف الليل في دانسنغ لون، وصل الطبيب كورنيليوس ليحذرهم من اقتراب الملك ميراز وجيشه وحثهم على الفرار إلى أسلان هاو في الغابات العظيمة قرب كير بارافيل. تبعت قوات التيلمارينز قوم نارنيا إلى «هاو»، وبعد عدة اشتباكات، بدا قوم نارنيا على وشك الهزيمة. وفي مجلس حربي ثان، قرّروا نفخ بوق الملكة سوزان على أمل الحصول على المساعدة.
يشق ترومبكين وأطفال بيفنسي طريقهم إلى قزوين. تكون الرحلة شاقة، إلا أن الأسد أسلان يظهر للوسي ويرشدها لتوجيه الآخرين ليتبعوه. يرسل أسلان بيتر وإدموند وترومبكين إلى أسلان هاو للتعامل مع الغدر القابع هناك، وتتبعهم سوزان ولوسي لاحقًا.
يصل بيتر وإدموند وترومبكين ويطردون المخلوقات التي تهدد قزوين أو يقتلونها. ويتحدى بيتر ميراز في قتال فردي يُعد فيه جيش المنتصر في هذا القتال منتصرًا في الحرب. يقبل ميراز التحدي، بتحفيز من اللوردات غلوزيل وسوبسبين. يخسر ميراز المعركة، إلا أن غلوزيل وسوبسبين يعلنان أن قوم نارنيا غشوا وغدروا بالملك بينما كان في الأسفل. ويأمران جيش التيلمارينز بالهجوم، وفي الجلبة التي تعقب ذلك، يطعن غلوزيل ميراز من الخلف. يستدعي أسلان، برفقة لوسي وسوزان، الآلهة باكشوس وسيلينوس، وبمساعدتهم يعيدون إحياء الغابة. تقلب الآلهة والأشجار الهائجة مجرى المعركة وتحمل جيش التيلمارينز على الهروب. ويستسلم التيلمارينز بعد أن يجدوا أنفسهم محاصرين في النهر العظيم، حيث دمر باكشوس جسرهم.
يُخير أسلان التيلمارينز بين البقاء في نارنيا بقيادة قزوين أو العودة إلى الأرض، موطنهم الأصلي. بعد اختفاء أحد المتطوعين عبر الباب السحري الذي أنشأه أسلان، يمر أطفال بيفنسي لطمأنة باقي التيلمارينز، على الرغم من أن بيتر وسوزان يكشفان لإدموند ولوسي أنهما أكبر من أن يعودا إلى نارنيا. ويجد الأطفال أنفسهم في محطة السكك الحديدية.